# Anaglyptus hirsutus
Anaglyptus hirsutus là một loài bọ cánh cứng trong họ Cerambycidae.